# هوندا کلاریتی

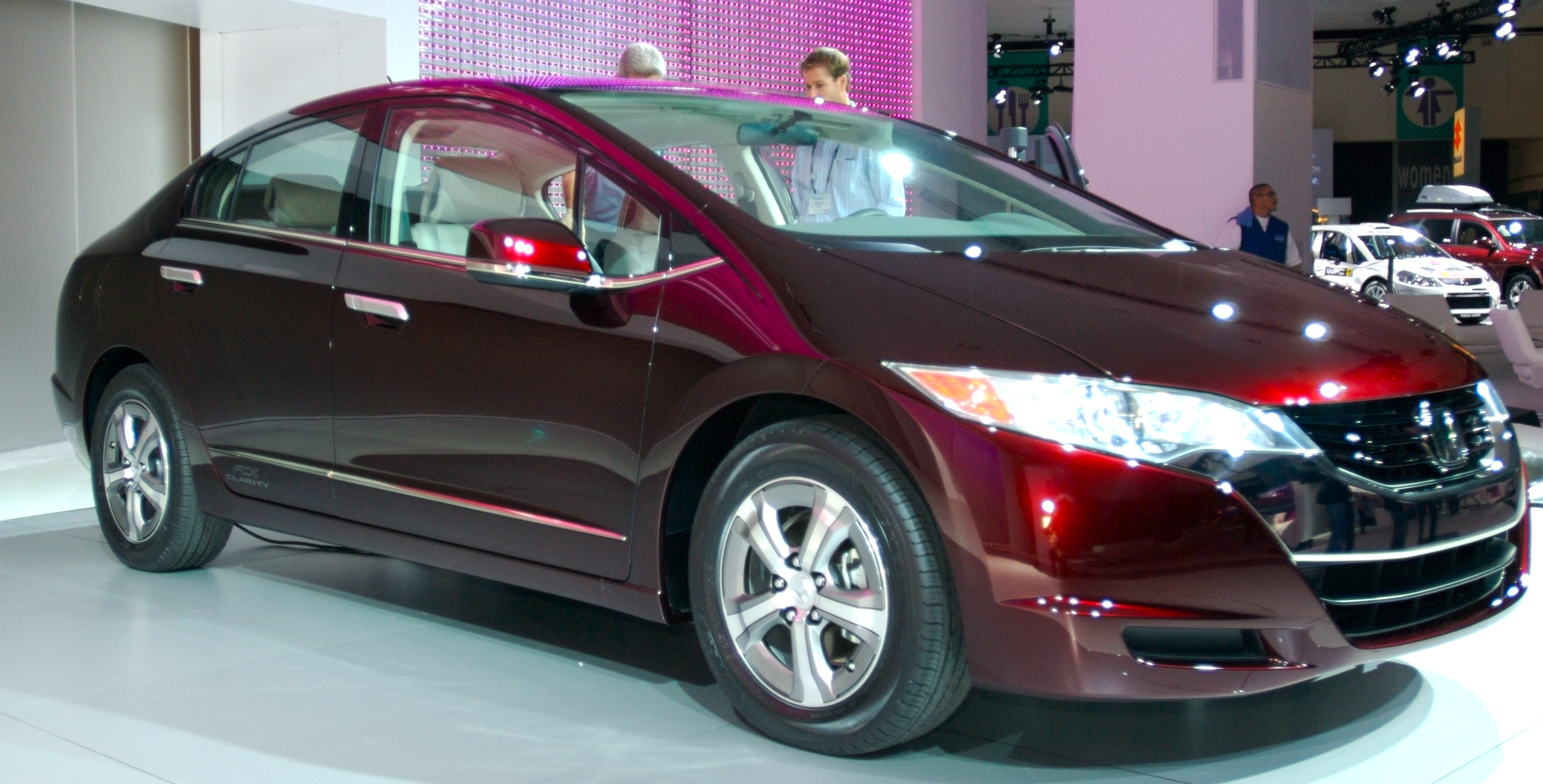

هوندا کلاریتی (به انگلیسی: Honda Clarity) یا هوندا اف‌سی‌ایکس کلاریتی خودروی تولید شده توسط شرکت هوندا است. این خودرو به جای بنزین یا دیگر سوخت‌های فسیلی از سوخت هیدروژنی استفاده می‌کند و به جای دود فقط اب تولید می‌کنند. انرژی حاصل از ترکیب هیدروژن و اکسیژن نیروی محرک کلاریتی برای حرکت کردن است.

## تولید
این خودرو هنوز به‌طور انبوه تولید نمی‌شود زیرا تتها مشکل این خودرو تأمین سوخت ان و جایگاه‌های سوخت هیدروژنی می‌باشد.

## سوخت
ترکیب هیدروژن و اکسیژن

## چشم‌انداز
با توجه به بحران انرژی در دنیا و پایان پذیر بودن سوخت‌های فسیلی ساخت ماشین‌های کم مصرف در اولویت شرکت‌های خودرو سازی قرار خواهد گرفت، خودروهای هیبریدی نمونه‌ای از این نوع خودرها هستند، اما راه دیگر استفاده از هیدروژن به عنوان سوخت جایگزین می‌باشد.